# Resina de intercambio catiónico
Resinas de intercambio catiónico
Estas resinas están disponibles en 3 tamaños diferentes de cuentas. El medio (<150μm) y grandes (<300μm) los granos son más útiles para el flujo por gravedad y por esferas (sin flujo) las solicitudes. El mayor tamaño de los granos hace fácil la separación de un líquido a granel. En el medio (<150μm) y pequeñas (<75μm) los granos son más útiles para aplicaciones de bombeo. El menor tamaño de los granos reduce la altura de plato de cromatografía (proporciona más rápido equilibrio con velocidades de flujo más alto).
Estas resinas están disponibles con tres diferentes cantidades de entrecruzamiento en la columna vertebral de poliestireno. Cuanto mayor sea el enlace y cruce mayor será la capacidad de la resina. Para el intercambio de iones inorgánicos el tamaño del poro suele ser de poco interés. Para las proteínas globulares la exclusión de los límites aproximados son 3000 daltons en el 2%, 1500 daltons el 4% y 1000 daltons en un 8% entrecruzamiento.

## Resinas catiónicas de ácido fuerte
Intercambian iones positivos (cationes).
Funcionan a cualquier pH.
Es la destinada a aplicaciones de suavizado de agua, como primera columna de desionización en los desmineralizadores o para lechos mixtos. Elimina los cationes del agua y necesitan una gran cantidad de regenerante, normalmente ácido clorhídrico (HCl).

## Resinas catiónicas de ácido débil
Tienen menor capacidad de intercambio.
No son funcionales a pH bajos.
Elevado hinchamiento y contracción lo que hace aumentar las pérdidas de carga o provocar roturas en las botellas cuando no cuentan con suficiente espacio en su interior.
Se trata de una resina muy eficiente, requiere menos ácido para su regeneración, aunque trabajan a flujos menores que las de ácido fuerte. Es habitual regenerarlas con el ácido de desecho procedente de las de ácido fuerte.
¿Cómo trabaja el intercambio de resinas iónicas?
Las resinas se separan como cuentas esféricas 0,5 a 1,0 mm de diámetro. Estos parecen sólidos, incluso bajo el microscopio, pero a escala molecular la estructura es bastante abierta. Esto significa que la solución pasa por una capa de resina que puede fluir a través del polímero entrecruzado, puesta en contacto íntimo con los sitios de intercambio. La afinidad de las resinas de ácido sulfónico para los cationes varía con el tamaño y la carga iónica del catión. En general, la afinidad es mayor para los grandes iones con alta valencia.
Algunos ejemplos de resinas de intercambio iónico por orden de afinidad para algunos cationes comunes son aproximadamente:
Hg2+ <Li+ <H+ <Na+ < K+ ≈ NH4+ < Cd2+ < Cs+ < Ag+ < Mn2+ < Mg2+< Zn2+ < Cu2+ < Ni2+ < Co2+ < Ca2+ < Sr2+ Pb2+ < Al3+ < Fe3+.

## Aplicaciones de las resinas de intercambio iónico en la industria[5][6]

### Tratamiento de aguas
- Eliminación de la dureza del agua.
  - Eliminación de calcio y magnesio evitando así depósitos e incrustaciones. Se emplean resinas de poliestireno sulfonado.
  - Eliminación de hierro y manganeso, cuya presencia puede manchar tejidos, formar depósitos en tuberías e inducir su corrosión. Este proceso debe realizarse con precaución por existir un riesgo de que ambos iones precipiten sobre la resina.
- Alcalinidad del agua: Eliminación de aniones bicarbonato, carbonato e hidróxidos. Generalmente se emplean resinas en forma cloruro.
- Eliminación de materia orgánica: Eliminación de ácidos orgánicos (ejemplos: ácidos húmicos o taninos) precursores de trihalometanos al clorar el agua. Se emplean generalmente resinas aniónicas en forma de cloruro, especialmente de tipo acrílico.
- Eliminación de nitratos: Eliminación de aniones nitrato NO3-, mediante resinas en forma de cloruro.
- Eliminación del ion amonio: Eliminación de NH4+ por medio de resinas catiónicas.
- Desionización del agua: Reducción de los cationes (Ca2+, Na+, Mg2+, etc) y aniones (Cl-, SO4 2-, etc) presentes en el agua a niveles muy bajos. Muy importante para laboratorios, industrias farmacéuticas, cosméticos, microelectrónica, etc. Se realiza mediante una resina catiónica y dos resinas aniónicas, una básica débil que adsorberá los ácidos fuertes y otra básica para intercambiar los aniones.

### Industria nuclear
Tratamiento de efluentes contaminados con elementos radiactivos, purificación del agua de refrigeración del núcleo, etc. Las resinas, una vez usadas y contaminadas con elementos radiactivos, deben tratarse como un residuo radiactivo más.

### Industria alimentaria
Purificación del agua (por ejemplo: industria de la cerveza), desmineralizar líquidos azucarados y jarabes, controlar la acidez, el olor, el sabor y contenido en sal del alimento. También se emplean para aislar o purificar aditivos o componentes de alimentos.-5-6-

### Industria farmacéutica
Recuperación y purificación de productos (antibióticos, vitaminas, enzimas, proteínas, entre otros).

### Hidrometalurgia
Tratamiento de efluentes procedentes de la industria de refinado de metales. Recuperación y concentración de metales valiosos (Oro, Platino, Plata, Cobre, Uranio, Cromo, etc.).